# Andrezinho (brazylijski piłkarz)
André Luiz Rodrigues Lopes (ur. 15 lutego 1985) – brazylijski piłkarz występujący na pozycji napastnika.

## Kariera piłkarska
Od 2002 roku występował w Atlético Mineiro, CENE, EC Juventude, Roma, Tokushima Vortis, River Plate, Liaoning Whowin, Consadole Sapporo, Perth Glory, AEP Pafos, Campinense, Ordabasy, Guarani FC, Phuket i Confiança.